# 韩国—吉尔吉斯斯坦关系
韩国－吉尔吉斯斯坦關係（韓語：대한민국-키르기스스탄 관계）是指韩国与吉尔吉斯斯坦的双边关系。两国关系友好。并于对方首都设有大使馆。近年，韩国—中亚合作论坛也进一步加强了韩国与吉尔吉斯斯坦的双边关系。

## 政治交流
1992年1月31日，大韩民国与吉尔吉斯斯坦建交。2007年，韩国在比什凯克开设大使馆，首任常驻大使于2008年到任。2008年6月，吉尔吉斯斯坦在首尔开设大使馆，首任常驻大使于同年10月到任。该大使馆后来也兼辖吉尔吉斯斯坦在越南的相关事务。

### 高層互訪

#### 韩国訪吉尔吉斯斯坦
- 总理李洛渊（2019年7月）[6]

#### 吉尔吉斯斯坦訪韩国
- 总理图尔松别克·琴格舍夫（英语：Tursunbek Chyngyshev）（1993年8月）[6]
- 总理阿帕斯·朱马古洛夫（英语：Apas Jumagulov）（1994年3月）[6]
- 总统阿斯卡爾·阿卡耶夫（1997年6月）[6]
- 总理阿尔马兹别克·阿坦巴耶夫（2007年11月）[6]
- 总理奧穆爾別克·巴巴諾夫（英语：Ömürbek Babanov）（2012年6月）[6]
- 总统阿尔马兹别克·阿坦巴耶夫（2013年11月）[7]
- 前总统萝扎·奥通巴耶娃（2015年5月）[6]

## 经贸合作关系
2010-2018年，韩国对吉直接投资达到6880万美元。2019年，韩国与吉尔吉斯斯坦的双边贸易总额不到3000万美元。当年，有976家韩国企业在吉注册。至2021年，双边贸易总额达到3300万美元。同年，韩国对吉尔吉斯斯坦的农业食品出口额不断增加，同比2020年增长了39.8%。吉尔吉斯斯坦也是韩国重要的农业合作伙伴国，2011年，已有3家韩国企业在吉尔吉斯斯坦耕种粮食作物。
2018年，韩国是吉尔吉斯斯坦第五大援助来源国，同年韩国对吉援助总额达到5.83亿美元。

## 人文交流

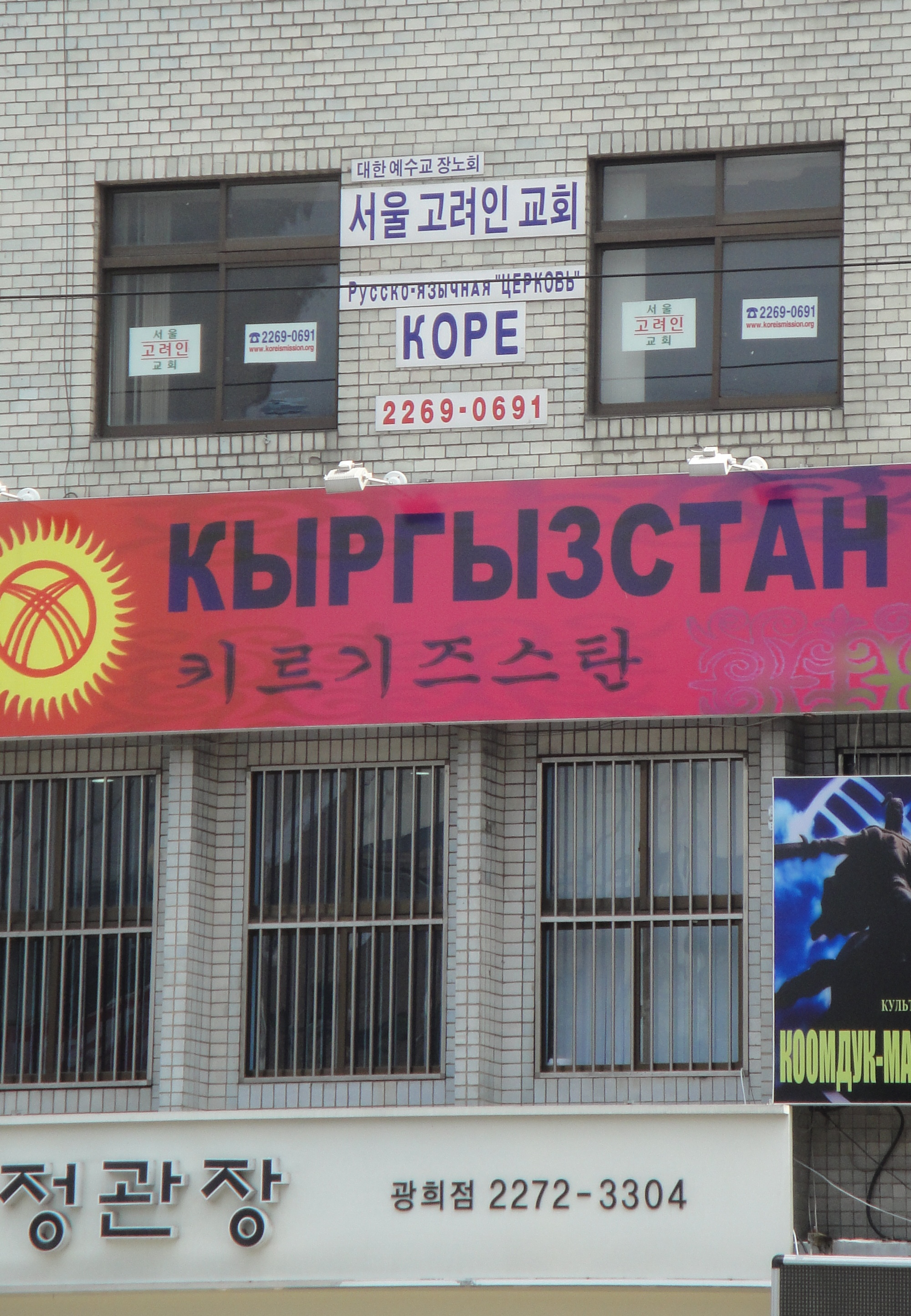
韩国首都首尔光熙洞的一家吉尔吉斯斯坦高丽人开的餐馆。

20世纪30年代末，成千上万苏联境内的朝鲜人被苏联政府以“遏制日本间谍的渗透活动”为由驱逐到吉尔吉斯斯坦，成为了吉尔吉斯斯坦高丽人。蘇聯解體後，也有部分当地的高麗人移居韓國。2018年，有17,074名高丽人定居在吉尔吉斯斯坦，其数量在中亚仅次于哈萨克斯坦与乌兹别克斯坦。他们的饮食文化也在吉尔吉斯斯坦有一定的影响。
韩国海外文化宣传院亦加强了与吉尔吉斯斯坦的文化交流，并在比什凯克开设世宗学堂教授韩语课程。此外，吉尔吉斯斯坦国内也有一些大学开设了韩语课程。

## 相关链接
- 韩国驻吉尔吉斯斯坦大使馆 （页面存档备份，存于）
- 吉尔吉斯斯坦驻韩国大使馆 （页面存档备份，存于）
- 吉尔吉斯斯坦外交部关于韩国的政治合作信息 （页面存档备份，存于）
- 韩国外交部关于吉尔吉斯斯坦的相关信息 （页面存档备份，存于）